# トヨタ・T型エンジン
トヨタ・T型エンジン（トヨタ・ティーがたエンジン）は、トヨタ自動車の水冷直列4気筒ガソリンエンジンの系列である。先代のR型（1,500 - 2,400cc）の1,800cc以下のクラスの性能強化を目的に登場。
2T系や4T系はラリーや耐久レースで活躍。

## 概要
1970年（昭和45年）9月、2代目カローラ/スプリンター（TE20型）に搭載され登場（1,400ccの「T」型、「T-D」型）。OHVシリンダヘッド仕様に関しては、クライスラー・ヘミエンジンのコンセプトを用いている（ハイマウントカムシャフト・V字型クロスフロー・センタースパークプラグ・半球型燃焼室）。なお同コンセプトはトヨタでは1967年（昭和42年）11月発売の初代センチュリーに搭載された3Vエンジンから採用しており、クロスフロー方式は1965年からクラウン用に製造のM型エンジンでも採用しているが、大衆車用クラスのOHVではトヨタで最初となった。当初は「パッションエンジン」と呼ばれた。
本来は、後に登場する初代カリーナ（A10系）/セリカ（A20系）用に開発されていたエンジンである。カローラにも搭載されることになった理由の1つとして、同車の競合車である日産・サニーに対する優位性の維持が挙げられる。これに対し日産は、1971年（昭和46年）4月、サニーにSOHCのL14型エンジンを搭載した「エクセレントシリーズ」を追加している。
1970年（昭和45年）12月には、初代セリカが登場。最上級グレードの1600GT（TA22型）には、OHVの2T型エンジンをベースに、ヤマハ製DOHCシリンダーヘッドを組み合わせた「2T-G」型エンジンが搭載される。それまでトヨタのDOHCエンジンには、「3M」「9R」「10R」型があったが、この2T-G型以降、型式にDOHCであることを示す「G」の記号が付与されるようになった（8R型がベースの10R型は、翌1971年（昭和46年）2月に「8R-G」型に型式変更された）。
1,600㏄OHVヘッド・ツインキャブの2T-B/BR型と比較して、DOHCヘッドにソレックスキャブを搭載した2T-G/GR型は10馬力しかアップしていない。T型系列は元々高度なクロスフロー仕様であったため、DOHC化しても2バルブのままでは大幅な性能向上に至らなかった。

## 生産期間
- 国内向け：1970年8月 - 1985年6月

## 系譜
- エンジン型式一覧の自動車用エンジンの系譜を参照。

## 型式

### T
- 生産期間
  - 1970年8月 - 1975年9月（国内向け）
- 種類：OHV 8バルブ シングルキャブレター
- 排気量：1.407L
- 内径×行程：80.0×70.0(mm)
- 圧縮比：8.5
- 出力：86ps/6,000rpm
- トルク：12.0kg・m/3,800rpm
- 搭載車種（車両型式）
  - （初）2代目カローラ/スプリンター（TE20）
  - 初代カリーナ（TA10）/セリカ（TA20）
  - 3代目カローラ（TE30）/スプリンター（TE40）

### T-D
「T」の高圧縮比仕様
- 生産期間
  - 1970年8月 - 1973年12月（国内向け）
- 種類：OHV 8バルブ シングルキャブレター 高圧縮比
- 排気量：1.407L
- 内径×行程：80.0×70.0(mm)
- 圧縮比：9.6
- 出力：90ps/6,000rpm
- トルク：12.0kg・m/3,800rpm
- 搭載車種（車両型式）
  - （初）2代目カローラ/スプリンター1400 ハイ・デラックス（TE20）

### T-B
- 生産期間
  - 1971年3月 - 1972年12月（国内向け）
- 種類：OHV 8バルブ ツインキャブレター ハイオクガソリン仕様
- 排気量：1.407L
- 内径×行程：80.0×70.0(mm)
- 圧縮比：9.6
- 出力：95ps/6,000rpm
- トルク：12.3kg・m/4,000rpm
- 搭載車種（車両型式）
  - （初）2代目カローラ/スプリンター1400SL（TE20）
  - （初）2代目カローラ/スプリンター1400SR（TE20）

### T-BR
「T-B」のレギュラーガソリン仕様
- 生産期間
  - 1971年3月 - 1976年10月（国内向け）
- 種類：OHV 8バルブ ツインキャブレター レギュラーガソリン仕様
- 排気量：1.407L
- 内径×行程：80.0×70.0(mm)
- 圧縮比：8.5
- 出力：91ps/6,000rpm
- トルク：12.0kg・m/4,000rpm
- 搭載車種（車両型式）
  - （初）2代目カローラ/スプリンター1400SL（TE20）
  - （初）2代目カローラ/スプリンター1400SR（TE20）
  - 3代目カローラ1400SL（TE30）/スプリンター1400SL（TE40）

### T-U

#### 昭和50年規制適合型
昭和50年度排出ガス規制適合 (A)
- 生産期間
  - 1975年10月 - 1976年11月（国内向け）
- 種類：OHV 8バルブ シングルキャブレター 酸化触媒 TTC-C（トヨタ触媒方式）
- 排気量：1.407L
- 内径×行程：80.0×70.0(mm)
- 圧縮比：8.5
- 出力：78ps/6,000rpm
- トルク：11.2kg・m/3,800rpm
- 搭載車種（車両型式）
  - （初）3代目カローラ（TE30）/スプリンター（TE40）

#### 昭和51年規制適合型
昭和51年度排出ガス規制適合 (B)
- 生産期間
  - 1976年12月 - 1979年1月（国内向け）
- 種類：OHV 8バルブ シングルキャブレター 酸化触媒 TTC-C
- 排気量：1.407L
- 内径×行程：80.0×70.0(mm)
- 圧縮比：9.0
- 出力：82ps/5,800rpm
- トルク：11.6kg・m/3,400rpm
- 搭載車種（車両型式）
  - （初）3代目カローラ（TE50）/スプリンター（TE60）

### T-J
- 生産期間
  - 不明（国内向け）
- 種類：OHV 8バルブ シングルキャブレター
- 排気量：1.407L
- 内径×行程：80.0×70.0(mm)
- 搭載車種（車両型式）
  - 不明

### 2T
- 生産期間

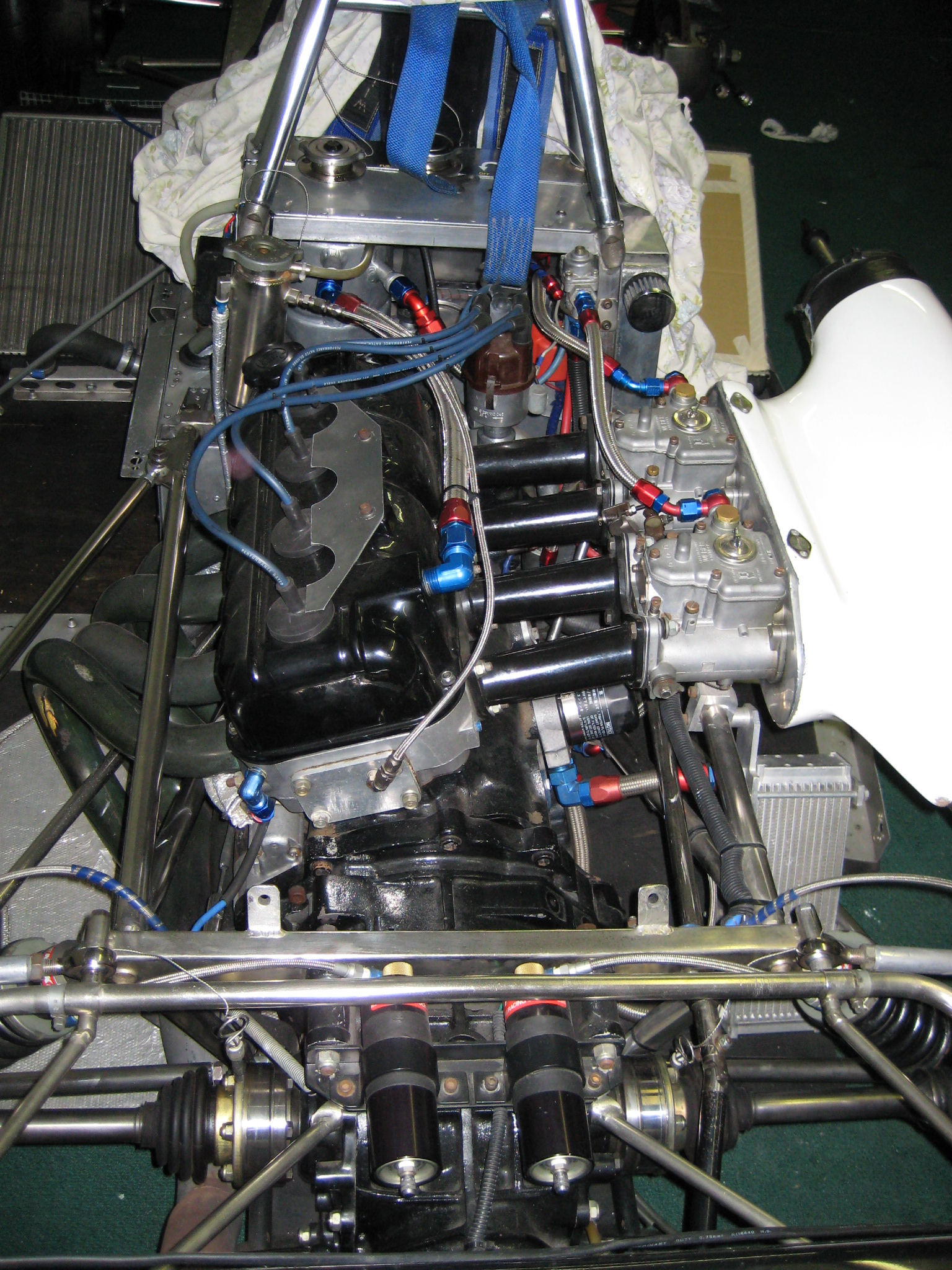
2T型エンジン

  - 1970年11月 - 1974年12月（国内向け）
- 種類：OHV 8バルブ シングルキャブレター
- 排気量：1.588L
- 内径×行程：85.0×70.0(mm)
- 圧縮比：8.5
- 出力：100ps/6,000rpm
- トルク：13.7kg・m/3,800rpm
- 搭載車種（車両型式）
  - （初）初代カリーナ（TA12）/セリカ（TA22）
  - 5代目コロナ（TT100）
  - 3代目カローラ（TE31）/スプリンター（TE41）
  - タウンエース（およびOEMのダイハツデルタワイド）（TR10V）

### 2T-B
- 生産期間
  - 1970年11月 - 1974年2月（国内向け）
- 種類：OHV 8バルブ ツインキャブレター ハイオクガソリン仕様
- 排気量：1.588L
- 内径×行程：85.0×70.0(mm)
- 圧縮比：9.4
- 出力：105ps/6,000rpm
- トルク：14.0kg・m/4,200rpm
- 搭載車種（車両型式）
  - （初）初代カリーナ（TA12）/セリカ（TA22）
  - 初代カローラレビンJ/スプリンタートレノJ（TE27）

### 2T-C
日本国外専用
- 生産期間
  - 1970年11月 - 1979年6月
- 種類：OHV 8バルブ シングルキャブレター
- 排気量：1.588L
- 内径×行程：85.0×70.0(mm)
- 圧縮比：8.5
- 出力：88ps/6,000rpm
- 搭載車種（車両型式）
  - （初）2代目カローラ国外仕様（TE27L/27R）
  - 初代カリーナ国外仕様（TA12L/12R）/初代セリカ国外仕様（TA22L/22R）

### 2T-BR
「2T-B」のレギュラーガソリン仕様
- 生産期間
  - 1970年11月 - 1974年11月（国内向け）
- 種類：OHV 8バルブ ツインキャブレター レギュラーガソリン仕様
- 排気量：1.588L
- 内径×行程：85.0×70.0(mm)
- 圧縮比：8.5
- 出力：100ps/6,000rpm
- トルク：13.9kg・m/4,200rpm
- 搭載車種（車両型式）
  - （初）初代セリカ（TA22）
  - 初代カリーナ（TA12）
  - 初代カローラレビンJ/スプリンタートレノJ（TE27）
  - 3代目カローラ1600GSL（TE31）/スプリンター1600GSL（TE41）

### 2T-U

#### 昭和50年規制適合型
昭和50年度排出ガス規制適合 (A)
- 生産期間
  - 1975年1月 - 10月（国内向け）
- 種類：OHV 8バルブ シングルキャブレター 酸化触媒 TTC-C
- 排気量：1.588L
- 内径×行程：85.0×70.0(mm)
- 圧縮比：9.0
- 出力：90ps/6,000rpm
- トルク：13.0kg・m/3,800rpm
- 搭載車種（車両型式）
  - 3代目カローラ（TE30）/スプリンター（TE40）
  - 5代目コロナ（TT100）

#### 昭和51年規制適合型
昭和51年度排出ガス規制適合 (B)
- 生産期間
  - 1975年11月 - 不明（国内向け）
- 種類：OHV 8バルブ  シングルキャブレター 酸化触媒 TTC-C
- 排気量：1.588L
- 内径×行程：85.0×70.0(mm)
- 圧縮比：9.0
- 出力：90ps/6,000rpm
- トルク：13.0kg・m/3,800rpm
- 搭載車種（車両型式）
  - 3代目カローラ（TE51）/スプリンター（TE61）
  - 5代目コロナ（TT120）

### 2T-G
- 生産期間
  - 1970年11月 - 1975年9月（国内向け）
- 種類：DOHC 8バルブ ソレックスツインキャブレター（ツインチョークx2） 有鉛ハイオクガソリン仕様
- 排気量：1.588L
- 内径×行程：85.0×70.0(mm)
- 圧縮比：9.8
- 出力：115ps/6,400rpm
- トルク：14.5kg・m/5,200rpm
- 搭載車種（車両型式）
  - （初）初代セリカ（TA22）
  - 初代カリーナ（TA12）
  - 初代カローラレビン/スプリンタートレノ（TE27）
  - 2代目カローラレビン（TE37）/スプリンタートレノ（TE47）
- 備考
  - 輸出仕様車は、「4A-G」と交代するまで上記のスペックで搭載され続けた。
  - レース専用のシリンダーヘッドとしてまず始めに吸排気ポートが拡大された8バルブの｢100E｣、8バルブ・ツインプラグ化された「126E」、1気筒当たり4バルブ化された「151E」と呼ばれるシリンダーヘッドも存在したが一般には市販されず、主にトヨタのワークス・チーム(トムスやトヨタ・チーム・ヨーロッパ等含む)で使用された。
  - 日本のフォーミュラ・パシフィックや、当時同一レギュレーションだったマカオグランプリでも本エンジンが使用された。
  - 伊ノバ社が2T-Gをベースに製作したF3用2Lエンジンは長らく世界のF3車の大半で使用された。

### 2T-GR
「2T-G」のレギュラーガソリン仕様
- 生産期間

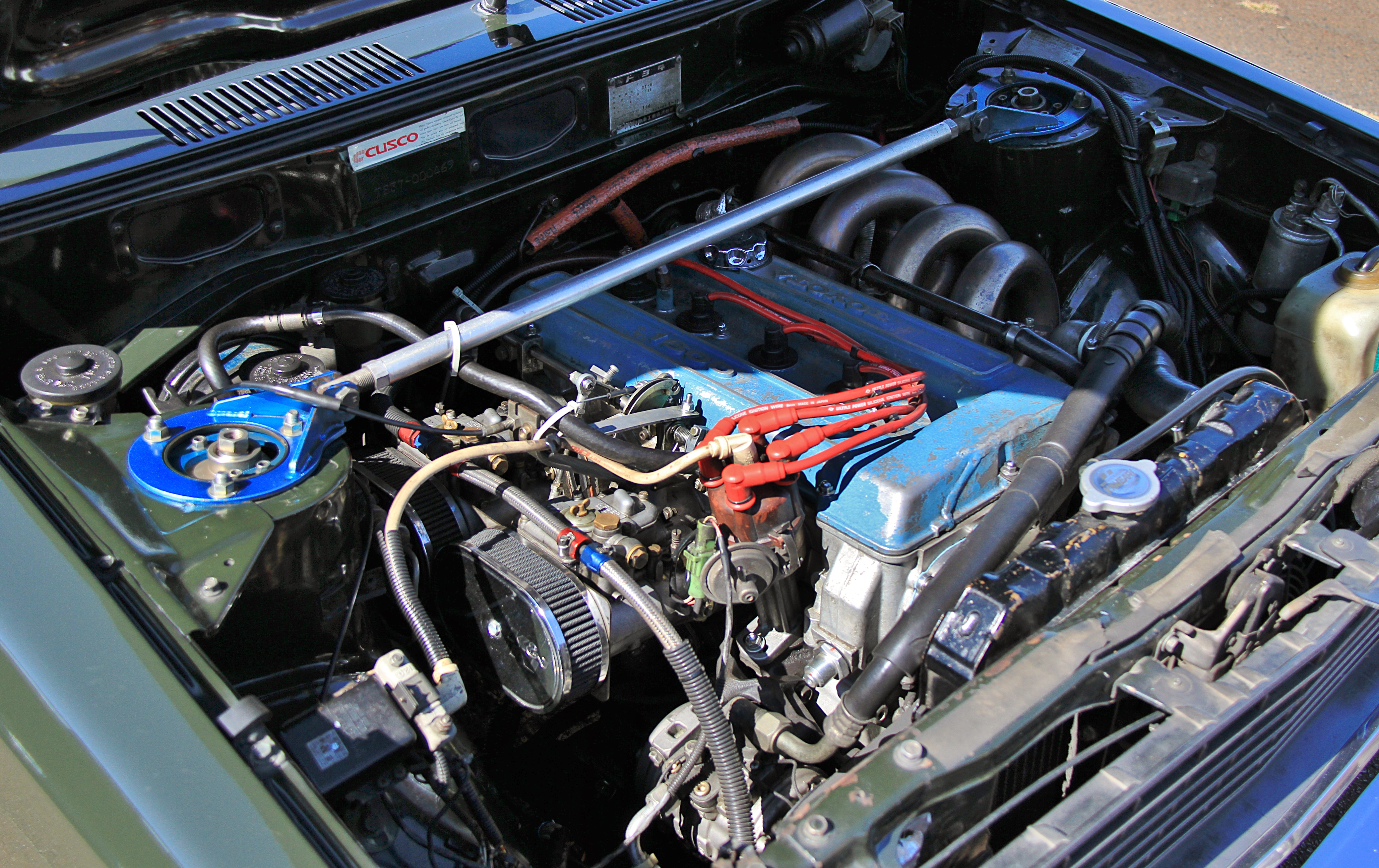
初代カローラレビンに搭載された(TE37)用2T-GEU型エンジン

  - 1970年11月 - 1975年9月（国内向け）
- 種類：DOHC 8バルブ ソレックスツインキャブレター レギュラーガソリン仕様
- 排気量：1.588L
- 内径×行程：85.0×70.0(mm)
- 圧縮比：8.8
- 出力：110ps/6,000rpm
- トルク：14.0kg・m/4,800rpm
- 搭載車種（車両型式）
  - （初）初代セリカ（TA22）
  - 初代カリーナ（TA12）
  - 初代カローラレビン/スプリンタートレノ（TE27）
  - 2代目カローラレビン（TE37）/スプリンタートレノ（TE47）

### 2T-GEU

#### 昭和51年規制適合型
昭和51年度排出ガス規制適合 (B)
- 生産期間
  - 1976年12月 - 1978年3月（国内向け）
- 種類：DOHC 8バルブ EFI（電子制御式燃料噴射装置） 酸化触媒
- 排気量：1.588L
- 内径×行程：85.0×70.0(mm)
- 圧縮比：8.4
- 出力：110ps/6,000rpm
- トルク：14.5kg・m/4,800rpm
- 搭載車種（車両型式）
  - （初）2代目カローラレビン（TE51）/スプリンタートレノ（TE61）
  - （初）3代目カローラリフトバックGT（TE51）/スプリンターリフトバックGT（TE61）
  - 2代目カリーナ（TA40）

#### 昭和53年規制適合型
昭和53年度排出ガス規制適合 (E)
- 生産期間

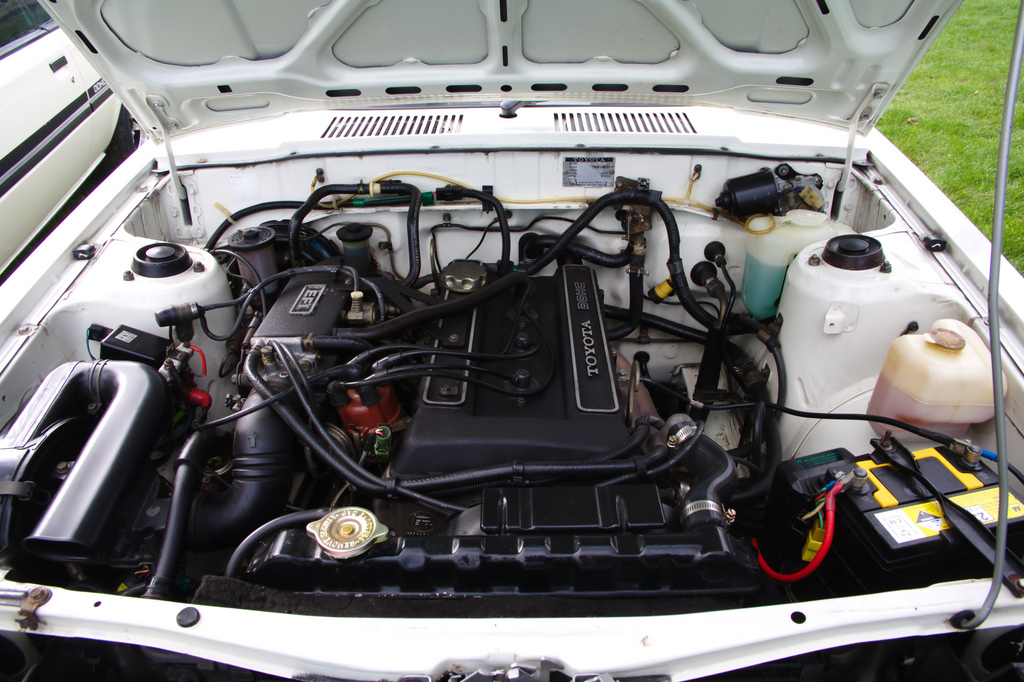
4代目前期型スプリンター2ドアHT「1600GT」に搭載された(TE71)用2T-GEU型エンジン

  - 1978年3月 - 1981年5月（国内向け）
- 種類：DOHC 8バルブ EFI 三元触媒
- 排気量：1.588L
- 内径×行程：85.0×70.0(mm)
- 圧縮比：8.4
- 出力：115ps/6,000rpm
- トルク：15.0kg・m/4,800rpm
- 搭載車種（車両型式）
  - （初）2代目カローラレビン（TE55）/スプリンタートレノ（TE65）
  - （初）3代目カローラリフトバックGT（TE55）/スプリンターリフトバックGT（TE65）
  - 2代目カリーナ（TA40系）
  - 4代目カローラ/スプリンターGT（TE71前期）
  - 3代目カローラレビン/スプリンタートレノ（TE71前期）
- 備考
  - 1979年9月から、タペットカバーの「TOYOTA」ロゴの書体が新タイプの書体に変更されている（「TOYOTA」→「TOYOTA」）。

#### 1981年燃焼室改良型
半球型燃焼室から多球型燃焼室に変更。事実上「2T-G」の最終型。後継は「4A-GEU」。
- 生産期間
  - 1981年6月 - 1983年5月（国内向け）
- 種類：DOHC 8バルブ EFI 三元触媒
- 排気量：1.588L
- 内径×行程：85.0×70.0(mm)
- 圧縮比：9.0
- 出力：115ps/6,000rpm
- トルク：15.0kg・m/4,800rpm
- 搭載車種（車両型式）
  - （初）3代目セリカ（TA61）
  - 4代目カローラ/スプリンターGT（TE71後期）
  - 3代目カローラレビン/スプリンタートレノ（TE71後期）
  - 3代目カリーナ（TA61）

### 2T-J
- 生産期間
  - 1976年 - 1980年
- 種類：OHV 8バルブ シングルキャブレター
- 排気量：1.588L
- 内径×行程：85.0×70.0(mm)
- 圧縮比：8.5
- 出力：93ps/6,000rpm
- トルク：13.1kg・m/3,800rpm
- 搭載車種（車両型式）
  - タウンエース（R10系）
  - 6代目コロナバン（TT137V）

### 3T-U
昭和51年度排出ガス規制適合 (B)
- 生産期間
  - 1977年3月 - 1978年7月
- 種類：OHV 8バルブ シングルキャブレター 酸化触媒 TTC-C
- 排気量：1.770L
- 内径×行程：85.0×78.0(mm)
- 搭載車種（車両型式）
  - 5代目コロナ（TT121）

### 3T-C
日本国外専用
- 生産期間
  - 1979年6月 - 1987年8月
- 種類：OHV 8バルブ シングルキャブレター
- 排気量：1.770L
- 内径×行程：85.0×78.0(mm)
- 搭載車種（車両型式）
  - 4代目カローラ国外仕様（TE72L/72R）

### 3T-EU
昭和53年度排出ガス規制適合 (E)
- 生産期間
  - 1980年6月 - 1983年7月（国内向け）
- 種類：OHV 8バルブ EFI 三元触媒
- 排気量：1.770L
- 内径×行程：85.0×78.0(mm)
- 圧縮比：9.0
- 出力：105ps/5,400rpm
- トルク：16.5kg・m/3,600rpm
- 搭載車種（車両型式）
  - 6代目コロナ1800SLツーリング（TT132）
  - 初代セリカカムリ1800SX（TA57）
  - 7代目コロナ（TT142）
  - 3代目セリカ/カリーナ1800ST EFI（TA62）

### 3T-GTEU
日本初のDOHCターボエンジン。1気筒あたり2本のプラグ（ツインプラグ）を用いる。
- 生産期間
  - 1982年8月 - 1985年6月（国内向け）
- 種類：DOHC 8バルブ ターボ EFI 三元触媒
- 排気量：1.770L
- 内径×行程：85.0×78.0(mm)
- 圧縮比：7.8
- 出力：160ps/6,000rpm
- トルク：21.0kg・m/4,800rpm
- 搭載車種（車両型式）
  - （初）3代目セリカ/カリーナ1800GT-T、GT-TR（TA63）
  - （初）7代目コロナ1800GT-T、GT-TR（TT142）

### 4T-GTEU
「3T-GTEU」の内径を0.5mm拡大したもの。3T-GTEU同様ツインプラグを用いており、既存のT型エンジンとしては最も後に開発されたエンジンである。
- 生産期間
  - 1982年9月 - 1983年（時期不明）（国内向け）
- 種類：DOHC 8バルブ ターボ EFI 三元触媒
- 排気量：1.791L
- 内径×行程：85.5×78.0(mm)
- 搭載車種（車両型式）
  - 3代目セリカ1800GT-TS（TA64）※200台限定

### 12T
昭和51年度排出ガス規制適合 (B)
- 生産期間
  - 1975年12月 - 1977年6月（国内向け）
- 種類：OHV 8バルブ シングルキャブレター TTC-L（トヨタ希薄燃焼方式）
- 排気量：1.588L
- 内径×行程：85.0×70.0(mm)
- 圧縮比：8.5
- 出力：85ps/5,400rpm
- トルク：12.5kg・m/3,400rpm
- 搭載車種（車両型式）
  - （初）3代目カローラ（TE52）/スプリンター（TE62）

### 12T-U
昭和53年度排出ガス規制適合 (E)
- 生産期間
  - 1977年7月 - 1981年10月（国内向け）
- 種類：OHV 8バルブ シングルキャブレター 酸化触媒 TGP（乱流生成ポット）燃焼方式
- 排気量：1.588L
- 内径×行程：85.0×70.0(mm)
- 圧縮比：9.0
- 出力：88ps/5,600rpm
- トルク：13.3kg・m/3,400rpm
- 搭載車種（車両型式）
  - 3代目カローラ（TE56）/スプリンター（TE66）
  - 5代目コロナ（TT125）
  - 6代目コロナ（TT130）
  - 2代目カリーナ（TA41）
  - 初代セリカカムリ（TA41）

### 12T-J
- 生産期間
  - 1979年7月 - 1982年2月（国内向け）
- 種類：OHV 8バルブ シングルキャブレター
- 排気量：1.588L
- 内径×行程：85.0×70.0(mm)
- 搭載車種（車両型式）
  - 4代目カローラバン（TE72V）
  - 3代目カリーナバン（TA49V）

### 13T-U
昭和53年度排出ガス規制適合 (E)
- 生産期間
  - 1977年7月 - 1982年6月（国内向け）
- 種類：OHV 8バルブ シングルキャブレター 酸化触媒 TGP燃焼方式
- 排気量：1.770L
- 内径×行程：85.0×78.0(mm)
- 圧縮比：8.5
- 出力：95ps/5,400rpm
- トルク：15.0kg・m/3,400rpm
- 搭載車種（車両型式）
  - 5代目コロナ（TT126）
  - 6代目コロナ（TT131）
  - 4代目カローラ/スプリンター（TE73）
  - 初代セリカカムリ（TA46）
  - 初代クレスタ(TX50)
  - 4代目マークII(TX60)
  - 2代目チェイサー(TX60)

### 13T-J
- 生産期間
  - 1980年8月 - 1982年6月（国内向け）
- 種類：OHV 8バルブ シングルキャブレター
- 排気量：1.770L
- 内径×行程：85.0×78.0(mm)
- 搭載車種（車両型式）
  - 4代目マークIIバン（TX61V）